# Wilczy Bród
Wilczy Bród (lit. Vilkabrastis) – opuszczona miejscowość na Litwie, w rejonie wileńskim, 14 km na północ od Ławaryszek.  
W II Rzeczypospolitej zaścianek Wilczy Bród leżał w województwie wileńskim, w powiecie wileńsko-trockim, do 1 kwietnia 1927 w gminie Bystrzyca, następnie w gminie Mickuny.
Po II wojnie światowej w granicach Związku Sowieckiego. Od 1991 na niepodległej Litwie.